# Родіоновка (Ніноцмінда)
Родіоновка (груз. როდიონოვკა) — село в Грузії.
За даними перепису населення 2014 року в селі проживає 277 осіб.